# Comité Nacional para la Salvación del Pueblo
El Comité Nacional para la Salvación del Pueblo (en francés: Comité national pour le salut du peuple, CNSP) fue una institución político-militar establecida en Mali por los militares tras el golpe de Estado de 2020 que destituyó al presidente Ibrahim Boubacar Keïta el 19 de agosto de 2020. Su presidente fue Assimi Goita, coronel de las Fuerzas Armadas de Mali.
El 25 de septiembre se restableció el poder constitucional con el nombramiento de Ba N'Daou como presidente de la República de Mali. Assimi Goita, líder del Comité fue nombrado vicepresidente de la República. Otro de sus miembros, el coronel Malick Diaw fue nombrado presidente del Consejo Nacional de Transición de Malí.
La puesta en marcha de este Consejo Nacional de Transición el 5 de diciembre de 2020 significó la desaparición del Comité Nacional para la Salvación del Pueblo. Fue formalmente disuelto en un decreto del 18 de enero de 2021.

## Historia
En la noche del 18 de agosto, después de la detención del presidente Ibrahim Boubacar Keïta y el primer ministro Boubou Cisse, los militares anunciaron la celebración de nuevas elecciones presidenciales y legislativas en un plazo de tiempo razonable, así como una transición política civil. En el mismo discurso, se anunció la creación del Comité Nacional para la Salvación del Pueblo y ordenaron el cierre de fronteras y un toque de queda entre las 9 p. m. y las 5 a. m. La junta decidió reabrir las fronteras el 21 de agosto.
La Unión Africana desconoció el gobierno instaurado por los golpistas y suspendió al país de la organización hasta el restablecimiento del orden constitucional.
El 24 de agosto de 2020, el CNSP convirtió a Goita en jefe de Estado del país sin embargo, un mes después, dada la oposición de la CEDEAO y la Unión Africana a aceptar a un militar al frente del país, rectificó la decisión y anunció que el presidente interino del país sería el excoronel mayor y exministro de Defensa en 2014 Ba N'Daou nombrando al coronel Assimi Goita en la vicepresidencia.

## Miembros del gobierno de Malí de transición

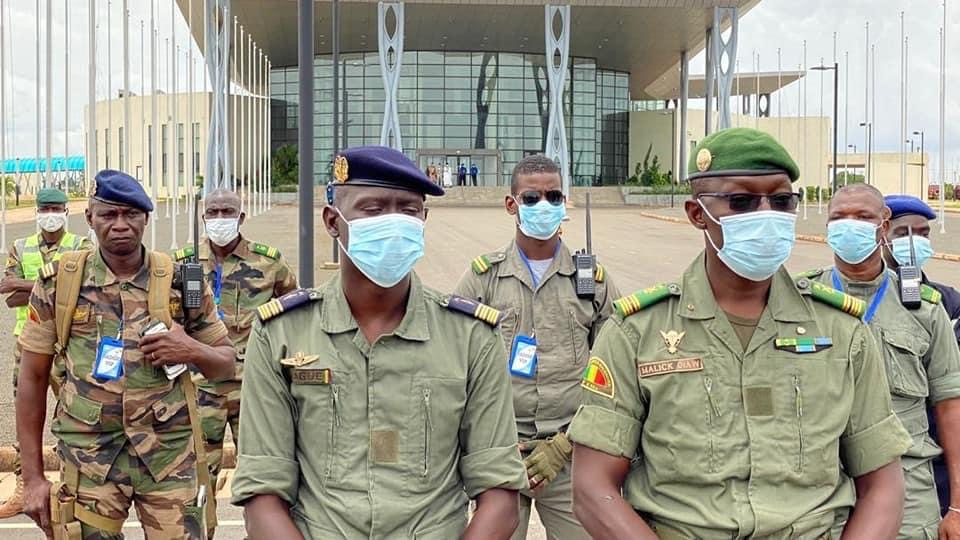
Miembros del Comité Nacional para la Salvación del Pueblo en septiembre de 2020. En primera línea Ismaël Wagué y Malick Diaw

El 25 de septiembre de 2020 el coronel Assimi Goita asume la vicepresidencia de facto de Malí el mismo día que en el que Ba N'Daou asume la presidencia interina. Dos días después, el 27 de septiembre se nombra al diplomático Moctar Ouane primer ministro. Si bien presidente interino y el primer ministro son civiles, el 5 de octubre se nombró la composición del gobierno de transición que debe durar 18 meses y los líderes de la junta militar asumieron ministerios estratégicos: defensa, seguridad, administración territorial y reconciliación nacional.  
El coronel Sadio Camara, director de la escuela militar de Kati, fue nombrado ministro de Defensa de Malí, el coronel Modibo Koné asumió el Ministerio de seguridad y protección civil. 
El coronel mayor Ismaël Wagué, quien anunció a media noche a través de la televisión el golpe militar asume el Ministerio de reconciliación nacional y el coronel Abdoulaye Maïga se situó al frente del Ministerio de Administración Territorial.
El 5 de diciembre de 2020 se creó el Consejo Nacional de Transición presidido por el coronel Malick Diaw.